# 李化吉
李化吉（1931年2月—2022年12月29日），男，满族，北京人，中国画家，1949年毕业于华北大学美术科，曾任中央美术学院教授，中国壁画学会副会长。妻子权正环亦为画家，女儿李辰也在中央美术学院壁画系任教。